# Cody V
Cody V був одномоторним біпланом, спроєктованим і побудованим американо-британським піонером авіації, Семюелом Франкліном Коді в 1912 році. Він був зібраний з залишків двох попередніх літаків Коді та переміг у конкурсі британських військових літаків. Два таких літаки були придбані для Королівського льотного корпусу, але після того, як один з літаків у квітні 1913 року розвалився у повітрі, проєкт було зупинено.

## Розробка і дизайн
У грудні 1911 року Британський Воєнний офіс оголосив конкурс на військовий літак, здатний перевозити пілота та спостерігача для нещодавно створеного Королівського льотного корпусу. Перший приз склав 4000 фунтів стерлінгів, при цьому Воєнний офіс залишав за собою право придбати будь-яку машину, яка отримає цей приз:1.
Американський шоумен, авіаконструктор і піонер авіації Семюел Коді, вирішив взяти участь у конкурсі на новому моноплані і своєму попередньому біплані, на якому в 1911 році посів четверте місце на авіаперегонах «Circuit of Britain»:15:15.
Однак цей біплан зазнав аварії, вдарившись об дерево під час посадки 3 липня, а 8 липня Коді розбив і моноплан, сильно пошкодивши його при зіткненні з коровою під час посадки. Все ще бажаючи взяти участь у конкурсі, Коді використав деталі цих двох пошкоджених літаків, щоб побудувати новий біплан, який пізніше буде відомий як Cody V, використовуючи потужний двигун Austro-Daimler:198-199:15. Це був біпланами-«качками» зі штовхаючим гвинтом із сидячими місцями для пілота та трьох інших людей у відкритій кабіні. Управління по крену здійснювалося за допомогою викривлення крил, а два вертикальних хвости розташовувалися на бамбукових балках позаду двигуна:15 :199.

## Польоти

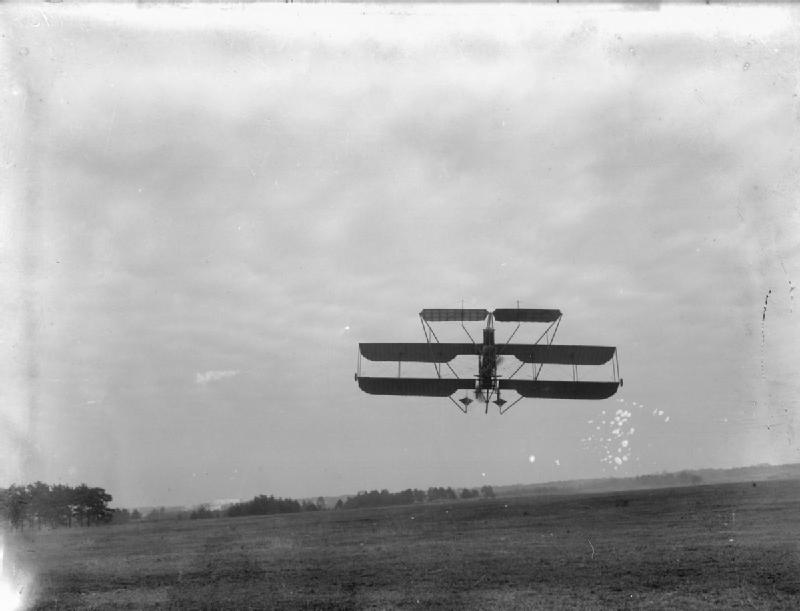
Cody V у повітрі.

Коді здійснив перший політ на новому літаку 23 липня 1912 року, а 27 липня відправив його в Солсбері, щоб взяти його участь у конкурсі:15. Хоча ця машина навіть у 1912 році була застарілою, Коді було оголошено переможцем. Він отримав 4000 фунтів стерлінгів як першу премію та ще 1000 фунтів стерлінгів за найкращий британський літак:15:199. У конкурсі брав участь значно кращий Royal Aircraft Factory B.E.2, але як продукт Королівського авіаційного заводу він не мав права на отримання призів):345.
Військовий офіс придбав прототип Cody V та заплатив наперед за другий літак, який буде побудований за таким самим проєктом. У жовтні Коді замінив двигун на британський Green потужністю 100 к.с. (75 кВт), щоб взяти участь у змаганнях Британської імперії за Кубок Мішлен і виграв приз у розмірі 600 фунтів стерлінгів за найшвидший час на круговій дистанції у 299 км:16.

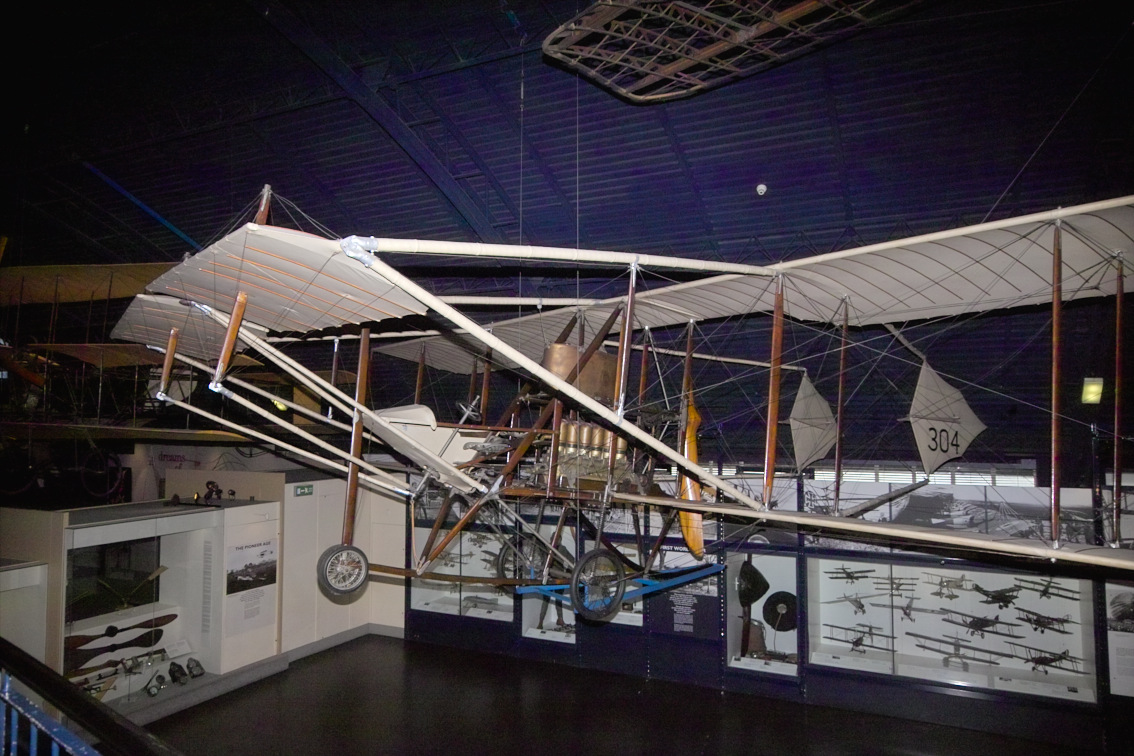
Другий літак моделі Cody V у Музеї науки, Лондон.

Після заміни двигуна на Austro-Daimler прототип був доставлений Королівському льотному корпусу 30 листопада 1912 року, а в грудні того ж року був переданий ескадрильї № 4. Другий Cody V здійснив перший політ у січні 1913 року і був доставлений у лютому.
28 квітня 1913 року перший прототип розпався в повітрі та розбився, пілот загинув. У результаті розслідування було встановлено, що конструкція літака, яка включала багато частин літака для «Circuit of Britain» 1911 року, сильно зносилася і була в нестабільному стані на момент катастрофи. Другий літак, який чекав на ремонт пошкоджень, отриманих під час аварії в березні, вирішили більше не експлуатувати, і в листопаді того ж року його передали до Музею науки в Лондоні, де він виставлений і сьогодні:200.

## Технічні характеристики
Дані з The Airplanes of the Royal Flying Corps (Military Wing):199-200.
- Екіпаж: 1
- Пасажири: 3
- Довжина: 11,51 м
- Розмах крила: 13,11 м
- Площа крила: 40 м²
- Вага порожнього: 862 кг
- Вага брутто: 2500 кг
- Силова установка: 1 шестициліндровий рядний двигун Austro-Daimler з водяним охолодженням, 120 к.с. (89 кВт)
- Максимальна швидкість: 117 км/год
- Швидкість звалювання: 78 км/год
- Дальність: 541 км
- Швидкопідйомність: 1,46 м/с
- Час набору висоти: 370 м за 3 хвилини 30 с